# Fantôme.com
Pour plus de détails, voir Fiche technique et Distribution.
Fantôme.com (I Downloaded a Ghost) est un téléfilm canado-américain de Kelly Sandefur, diffusé en 2004.

## Synopsis
À la recherche d'inspiration pour participer au concours de la maison hantée du quartier, Stella Blackstone entre en contact avec Winston, un fantôme. Elle tente d'en parler à ses proches mais ceux-ci refusent de la croire.

## Fiche technique
- Titre original : I Downloaded a Ghost
- Réalisation et montage : Kelly Sandefur
- Scénario : Jeff Philips
- Producteurs exécutifs : David Doerksen et Jim O'Grady
- Coproducteurs exécutifs : Leanne Arnott et Joseph Broido
- Musique : Tim Jones
- Photographie : Ken Krawczyk
- Montage : Kelly Sandefur
- Distribution : MTI Home Video
- Direction artistique : Shayne Metcalfe
- Décorateur de plateau : Dwayne Smolnicky
- Création des costumes : Sonja Clifton-Remple
- Genre : Comédie fantastique
- Dates de tournage : août à novembre 2001
- Lieux de tournage : Saskatoon, Saskatchewan, au Canada
- Pays :  Canada,  États-Unis
- Langue de tournage : anglais
- Dates de sortie :
  - États-Unis : 6 avril 2004 (sorti en vidéo)

## Distribution
- Carlos Alazraqui : Winston Pritchett
- Elliot Page : Stella Blackstone (crédité Ellen Page)
- Michael Kanev : Albert
- Barbara Alyn Woods : Catherine Blackstone
- Tim Progosh : Walter Blackstone
- Gary Hudson : Fred Tomlinson
- Vince Corazza : Jared
- Allison Knight : Jennifer #1
- Landon Peters : Stone Savage